# Дубники (Псковская область)
Дубники — деревня в Ершовской волости Псковского района Псковской области России.
В ходе Великой Отечественной войны, а именно битвы за Ленинград (1941-1945 гг.) являлась местом ожесточённых боёв как в ходе наступления, так и отступления немецко-фашистских оккупантов.
Расположена в 22 км к северу от центра города Пскова и в 10 км к востоку от волостного центра деревни Ершово.
К 2010 году население сократилось до нуля, деревня стала относиться к вымершим населённым пунктам.
| 2001 | 2002 | 2010 |
| ---- | ---- | ---- |
| 6    | →6   | ↘0   |